# Physcomitrium
Physcomitrium là một chi rêu trong họ Funariaceae.